# Uranotaenia alboabdominalis
Uranotaenia alboabdominalis är en tvåvingeart som beskrevs av Theobald 1910. Uranotaenia alboabdominalis ingår i släktet Uranotaenia och familjen stickmyggor. Inga underarter finns listade i Catalogue of Life.